# Лукашев, Владимир Анатольевич
Владимир Анатольевич Лукашев (род. 7 мая 1936, Харьков) — советский и украинский оперный режиссёр, театральный деятель, педагог. Народный артист УССР (1985), лауреат международных премий, профессор.

## Биография и творческий путь
Родился 7 мая 1936 года в г. Харьков. Отец — Лукашев Анатолий Данилович, рабочий мать — Лукашева Мария Александровна, швея. С раннего детства учился играть на аккордеоне. В 1955 году окончил Харьковскую специальную музыкальную школу по классу сольного пения и хорового дирижирования, 1960 году — Харьковскую государственную консерваторию как концертно-камерный певец, (педагоги — проф. Голубев Павел Васильевич, Петрова Елена Павловна, нар. артист РСФР проф. Аристов Василий Михайлович, Авах Михаил Вениаминович), в 1964 году — Харьковский театральный институт (режиссёрское отделение).

### В Харькове
С 1964 года — преподаватель и режиссёр-постановщик кафедры оперной подготовки, позднее — доцент, заведующий той же кафедрой Харьковского института искусств имени И. П. Котляревского.
С 1972 года — проректор Харьковского института искусств (объединенная консерватория и театральный институт). Школу актёрского мастерства под руководством Лукашева прошли многие известные впоследствии солисты ведущих театров, всего около 70 человек. Среди них: ныне солисты Большого театра России нар. арт. РСФСР Л. Сергиенко, нар. арт. России В. Верестников, засл. арт. России А. Дурсенева, нар. арт. СССР Г. Ципола, нар. арт. Украины Г. Каликин, нар. арт. Украины В.Тришин, нар. арт. России Л. Соляник и др. За эти года поставил в оперной студии около 20 спектаклей. Среди них «Русалка» и «Каменный гость» Даргомыжского, «Евгений Онегин» П. Чайковского, «Царская невеста» Римского-Корсакова.
Первая постановка — опера Б. Сметаны «Проданная невеста» (режиссёр — В. Лукашев, дирижёр — А. Калабухин, художник — Л. Братченко, главную партию Маженки исполняла Гизелла Ципола) в 1966 году удостоена первой премии на республиканском конкурсе учебных театров Украины. Званиями лауреатов и призами были отмечены режиссёр В. Лукашев, дирижёрА. Калабухин, исполнители главных ролей: Г. Ципола, В. Семашко, А. Ковтун. Позднее лауреатских званий были удостоены также его постановки опер «Оптимистическая трагедия» А. Холминова, «Хождение по муках» А. Спадавеккиа.
Значительно способствовали расширению творческого кругозора Лукашева многократные стажировки (1971—1986 гг.): в театре Вальтера Фельзенштейна «Комише опер» (Берлин, Германия), в творческой лаборатории Бориса Покровского в Большом Театре (Москва, Россия), в театре «Ванемуйне» — руководитель Каарел Ирд (Тарту, Эстония). В рамках этих творческих лабораторий молодым режиссёрам было показано более сотни оперных и драматических постановок, продемонстрировано новейшее техническое оснащение театров Германии и Эстонии, в множественных дискуссиях и обменах мнениями с коллегами по режиссёрскому цеху (Гарри Купфер, Каарел Ирд, Юрий Чайка, А. Барсегян, Владимир Бегма, Эдуард Митницкий, Ирина Молостова) рождались новые смелые идеи и дерзкие замыслы.
С 1968 по 1971 режиссёр-постановщик, с 1973 по 1988 — художественный руководитель Харьковского театра оперы и балета имени Н. В. Лысенко. В это время В. Лукашев создал более 40 постановок опер отечественных и зарубежных композиторов, многие из которых отмечены различными премиями и удостоены лауреатских званий. Среди них — «Кармен» Ж. Бизе, «Дон Карлос» Дж. Верди, «Дон Жуан» В. Моцарта, «Молодая гвардия» Ю. Мейтуса, «Запорожец за Дунаем» С. Гулака-Артемовского, «Маевка» Д. Клебанова, «Иркутская история» М. Карминского, «Знаменосцы» А. Билаша, «Травиата» Дж. Верди, «Нежность» В. Губаренка, «Чародейка», «Евгений Онегин» П. Чайковского.
В 1980 году постановка оперы «Пиковая дама» П.Чайковского отмечена Государственной премией УССР.
С 1989 года В. Лукашев — первый проректор и заведующий кафедрой режиссуры Харьковского института культуры.
1996 год — Лукашев как выдающийся оперный режиссёр приглашен на должность генерального директора-художественного руководителя Национальной филармонии Украины. Под его руководством производится реконструкция и реставрация уникального исторического здания столичной филармонии, по гранту японского правительства приобретаются музыкальные инструменты для симфонического оркестра и современное сценическое оснащение. На этом посту Лукашев направляет свои усилия не только на укрепление материальной базы филармонии, но и способствует повышению уровня творческого мастерства филармонических коллективов. В частности, по его инициативе на конкурсной основе формируется новый состав симфонического оркестра, приглашается на должность главного дирижёра известный музыкант Николай Дядюра.

### В Киеве
С 1999 года Лукашев переходит на должность художественного руководителя Национальной филармонии Украины. Значительное внимание он уделяет популяризации украинской музыкальной культуры в стране и за рубежом, инициируя и организовывая многочисленные гастрольные поездки филармонических коллективов. (Германия: Кельн, Франкфурт, Берлин, Гамбург, Мальхов; Франция: Париж, Марсель, Лион, Ла-Кот-Сент-Андре; Корея: Сеул; Иран: Тегеран; Япония: Токио, Нагасаки; Югославия: Белград; Польша: Варшава; Румыния: Бухарест).
Работу на этом посту он совмещает с режиссёрской деятельностью, воплотив на филармонической и прочих сценах около 30 оперных постановок, творческих проектов, тематических правительственных концертов. Среди театрализованных постановок последних лет «Травиата» Дж. Верди, «Сокол» Бортнянского, опера-балет «Необычайная чайна или Жёлтый аист» А.Костина. В. Лукашев выступает художественным руководителем значимых творческих проектов — «Призрак оперы», концертно-театрализованного исполнения опер «Богема», «Евгений Онегин», «Черевички» (режиссёр — И. Нестеренко), «Утопленница» (режиссёр — Т. Федорова). Режиссёр-постановщик правительственных концертов, посвященных 10-летию независимости Украины, 190-летию со дня рождения Тараса Шевченка,160-летию со дня рождения Н. Лысенка и др.
Является инициатором и соавтором (вместе с народным артистом Украины И. Д. Гамкалом) первого в истории Украины презентационного диско-блока (8 СD) «Жемчужины украинской культуры. Антология современного музыкального исполнительства Украины». Создал широкомасштабную музыкально-драматическую композицию-трилогию «Филармоническая Шевченкиана» по произведениям Тараса Шевченка, в которую вошли «Сон», «Гайдамаки», «Думы мои, думы» с участием симфонического оркестра, мужской хоровой капеллы им. Л. Ревуцкого, солистов и выдающегося мастера художественного слова Анатолия Паламаренка.
Творческую работу режиссёра и художественного руководителя Национальной филармонии Украины В. Лукашев совмещает с плодотворной педагогической деятельностью.
В 1990 году удостоен звания профессора Харьковского государственного университета культуры им. Г. И. Котляревского. Является одним из основателей и вице-президентом Международного Славянского университета (Харьков, 1993 год).
С 1999 года — профессор кафедры музыкальной режиссуры Национальной музыкальной академии Украины имени П. И. Чайковского. Он автор более 40 научно-методических работ по проблемам современного музыкально-театрального искусства, подготовки актёрских и режиссёрских кадров.
Его ученики успешно работают в театрах и филармониях. Среди них — засл. деят. искусств Ирина Нестеренко, Николай Гамкало, нар. арт. Ирина Даць, доцент Виктория Рацюк, Лариса Леванова и другие. Владимир Лукашев поддерживает творческие контакты с выдающимися деятелями искусства М. Ростроповичем, Ю. Башметом, В. Крайневым, Л. Исакадзе, Д. Башкировым и другими.
В 1975 г.- В. Лукашев удостоен звания Заслуженный артист УССР, в 1985 — Народный артист УССР.
За заслуги перед музыкальным и театральным искусством Украины и развитие культурных связей между народами мира решением Независимого Совета биографического центра в Кембридже Владимир Лукашев удостоен звания «Международный человек 1998—1999 годов».
В 2002 году получил звание «Человек года» от Американского биографического института. Труд В. Лукашева отмечен почетными грамотами Верховного Совета Украины, Кабинета Министров Украины, международными премиями «Дружба», «Славяне», «Золотой Орфей».

### Награды
- Медаль «За доблестный труд» (1970 г.)
- Заслуженный артист Украинской ССР (1975 г.)
- Народный артист Украинской ССР (1985 г.)
- Орден Святой Софии (2000 г.)
- Орден Святого Владимира (2011 г.)
- Орден «За заслуги» III степени (1998 г.)[1]
- Орден князя Ярослава Мудрого V степени (2006 г.)[2]
- Орден «За заслуги» II степени (2012 г.)
- Орден «За заслуги» I степени (2018 г.)[3]
- Почётная грамота Кабинета Министров Украины (2003 г.)[4]